# Tymmophorus gelidus
Tymmophorus gelidus är en stekelart som beskrevs av Dasch 1964. Tymmophorus gelidus ingår i släktet Tymmophorus och familjen brokparasitsteklar. Inga underarter finns listade i Catalogue of Life.